# Lodewijk van Gruuthuse

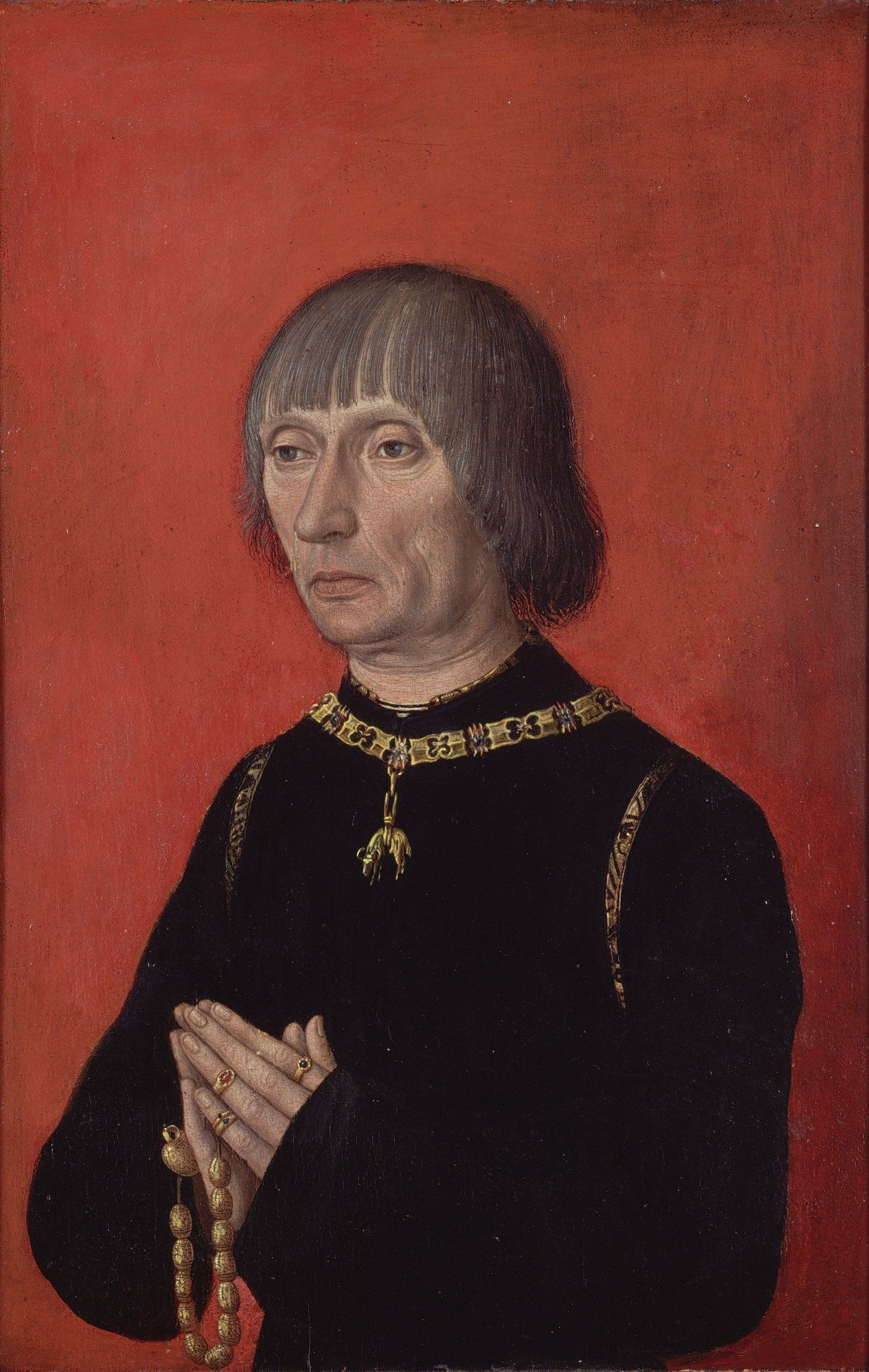
Lodewijk van Gruuthuse

Lodewijk van Gruuthuse (1422 - 24 november 1492) was een telg uit het invloedrijke geslacht van Gruuthuse in de stad Brugge.

## Het 'Gruut'
Boudewijn van Lede  kreeg omstreeks 1200 het leen van het gruut door graaf Boudewijn IX toegekend. De familie van Brugge, voorouders van de familie van Gruuthuse, verkregen dit leen op niet nader gekende datum. Dit betekende dat de Gruuthuses het monopolie bezaten op de verkoop van de gruit aan de brouwers. Later hield het gruutrecht ook in dat zij belasting mochten heffen op het gebrouwen bier zelf. Daarmee hadden de Gruuthuses rijkdom, status en invloed weten te verwerven, gesymboliseerd door hun herenhuis, genaamd huis van de heren van Gruuthuse, dat ze lieten bouwen aan de voet van de belangrijke Onze Lieve Vrouwekerk te Brugge.

## Jeugd
Lodewijk (of Loys of Ludovicus) werd geboren als de zoon van Jan IV van Brugge, en Margriet van Steenhuyse, vrouwe van Avelghem. Hij groeide op in de weelde en rijkdom van Vlaanderens Gouden Tijdperk, de vijftiende eeuw. Bij zijn opvoeding werd de nodige aandacht besteed aan lessen in krijgskunst. Lodewijk van Gruuthuse nam onder meer in 1443, 1444, 1447, 1448 en 1450 deel aan het Brugse Toernooi van de Witte Beer.
Hij kwam onder de aandacht van de hertog van Bourgondië en graaf van Vlaanderen Filips de Goede (1396-1467), die hem in 1445 tot zijn schildknaap-wijnschenker benoemde. Als hoveling reisde Lodewijk vaak mee in het gevolg van Filips en ontmoette zo de meest invloedrijke edelen en vorsten van zijn tijd. Hij ontwikkelde zich tot een volleerd diplomaat en wist zo zijn plaats aan het Bourgondische hof veilig te stellen. Spoedig zou hij vooral zijn militaire vaardigheden, ook buiten het toernooiveld, kunnen tonen.

## Oorlog
Een conflict met Gent over een zouttaks escaleerde en in 1447 verklaarde de trotse stad Filips de Goede openlijk de oorlog. Gruuthuse werd door de hertog benoemd tot bevelhebber over de stad Brugge en hij toonde zich een dapper en trouw bondgenoot. In de winter van 1452-1453 richtte de Zoutoorlog grote verwoestingen aan op het Vlaamse platteland maar met het aanbreken van het voorjaar wist de hertog zijn troepen om zich heen te verzamelen voor een offensief tegen Gent. Gruuthuse werd eerst het commando over de Bourgondische troepen in Oudenaarde toevertrouwd teneinde de Scheldeblokkade te overzien en vervolgens werd hij stadhouder van Brugge. Toen de Gentenaars zich op 27 mei 1452 in massa voor de stad aanboden met als doel de Bruggelingen in hun strijd tegen de hertog te betrekken, hield Gruuthuse de poorten strak gesloten. Hij nam als veldheer deel aan de Slag bij Gavere op 23 juli 1453 en werd nadien door Filips tot ridder geslagen. De weerstand brak volledig en de Gentse troepen werden bloedig afgeslacht. Gruuthuse bepleitte bij de hertog dat Gent voor plundering gespaard zou blijven waarop Filips hem genadig zou hebben geantwoord: “Als ik deze stad zou verwoesten, wie bouwt mij er dan weer één als deze?”
Begin 1454 nam Gruuthuse deel aan het toernooi en het roemruchte Banket van de Fazant in Rijsel, waar alwie iets betekende aan het Bourgondische hof op aanwezig was en zoals de anderen legde hij de eed af dat hij zich ter beschikking stelde om kruistocht te voeren en Constantinopel weer op sultan Mehmet te herwinnen.
In 1461 maakte hij deel uit van het gevolg van Filips de Goede dat in Parijs de blijde intrede van koning Lodewijk XI bijwoonde en hij nam ook hier aan het toernooi deel. In 1466-68, onder leiding van Karel van Charolais, nam hij deel aan de Guerre du Bien Public tegen Lodewijk XI en voerde hij troepen aan bij de vernielingen van Luik en Dinant.

## Huwelijk en kinderen
In 1455 was Gruuthuse getrouwd met Margaretha, gravin van Borssele, lid van een van de meest vooraanstaande families van Zeeland. Zij was een dochter van Hendrik II van Borselen en Johanna van Halewijn en dus een zuster van Wolfert VI van Borselen, die Gruuthuse in 1477 zou opvolgen als stadhouder van Holland, Zeeland en Friesland
Hun eerste zoon, Jan V, werd geboren in 1458. Het echtpaar kreeg hierna nog een zoon, Lodewijk II, en twee dochters, Maria Margaretha en Johanna. Gruuthuse zou ook een bastaarddochter hebben verwekt.

## Raadsheer en stadhouder
Na de oorlog tegen Gent werd Gruuthuse raadsheer van de hertog en het vertrouwen dat de Bourgondiërs in hem stelden was zo groot dat hij tot de delegaties behoorde die in Engeland het huwelijk gingen bespreken tussen Karel van Charolais, de zoon van de hertog, en Margaretha van York, zuster van koning Eduard IV van Engeland.
In 1461 werd Lodewijk van Brugge, heer van Gruuthuse opgenomen in de orde van het Gulden Vlies. Hij droeg nu de titels heer van Gruuthuse, prins van Steenhuize, heer van Avelgem, Haamstede, Oostkamp, Beveren, Tielt-ten-Hove en Spiere. In 1468 zat hij het kapittel voor dat voorafging aan de weergaloze feesten voor het huwelijk van hertog Karel met Margaretha van York.
Tussen 1463 en 1477 bekleedde hij de positie van luitenant-generaal (of stadhouder) in Den Haag als hoogste vertegenwoordiger van de hertog in de Bourgondische gewesten Holland, Zeeland en Friesland (hoewel deze laatste feitelijk geen deel uitmaakte van het Bourgondische rijk). Tijdens de winter van 1470-1471 gaf Gruuthuse onderdak aan koning Eduard IV, die zijn land had moeten ontvluchten door de Rozenoorlogen die daar woedden. Uit dankbaarheid schonk Eduard zijn gastheer de erfelijke titel van Graaf van Winchester – een uitzonderlijke eer voor een niet-Engelsman. In 1500 retourneerde Jan V, dan in dienst van het Franse hof, deze titel aan de Engelse koning Hendrik VII.
In de geschiedenis van Heemstede wordt melding gemaakt dat deze plaats vanaf 1462 korte tijd eigendom was van Gruuthuse.

## Karel de Stoute, Maria de Rijke en Maximiliaan
Karel, de graaf van Charolais, die bekend zou worden als Karel de Stoute (1433-1477), volgde zijn vader op in 1467. Gruuthuse werd eveneens diens vertrouwde raadsheer en als zodanig begeleidde hij hem bij allerlei diplomatieke en militaire missies.
Na de dood van de hertog op het slagveld voor de poorten van Nancy behoorde Gruuthuse onmiddellijk tot de vertrouwelingen van diens dochter en erfgename Maria van Bourgondië, ook bekend als Maria de Rijke. Hij trad vooral op als bemiddelaar tijdens de woelige gebeurtenissen in Gent, waar iedereen rond het hof aankwam met een eigen huwelijkskandidaat voor de jonge hertogin. Lodewijk nam Maria mee naar zijn huis in Brugge, waar ze even rust kreeg om haar gedachten te ordenen. Daar besloot ze een brief te schrijven aan Maximiliaan van Oostenrijk, met wie ze jaren eerder bij mislukte huwelijksonderhandelingen al eens portretjes had uitgewisseld.  
Uit dankbaarheid voor zijn steun in die moeilijke tijd benoemde zij Gruuthuse tot eerste kamerheer. Hij werd medeonderhandelaar voor het huwelijk van Maria met Maximiliaan van Habsburg. Toen de latere Filips de Schone (1478-1506), de zoon van het hertogelijke paar in 1478 werd geboren, werd Gruuthuse tot zijn kamerheer aangesteld.
Maria stierf op jonge leeftijd – zij was pas vijfentwintig toen zij ongelukkig van haar paard viel - en haar echtgenoot, de ambitieuze Maximiliaan I, kwam al snel in conflict met de adel en de steden van Vlaanderen toen hij trachtte zijn macht ten koste van hen uit te breiden. Gruuthuse zelf wierp zich op als een van de leidende figuren van het verzet tegen Maximiliaan. Die gaf zijn akkoord om het bewind over Vlaanderen over te dragen aan een regentschapsraad, waarvan Gruuthuse een van de drie leden was. Maximiliaan gaf zich evenwel niet gewonnen, kwam later op zijn woord terug en in 1485 deed hij Gruuthuse gevangennemen. Hij ontkwam aan terechtstelling dankzij de voorspraak van zijn ordebroeders van het Gulden Vlies. Hij werd uit de gevangenis bevrijd in 1488 op voorspraak van de piepjonge Filips de Schone en repte zich naar Brugge om er de vrijlating te bepleiten bij zijn stadgenoten van Maximiliaan die ze hadden gevangengenomen. Hij werd nadien door de vrijgekomen Maximiliaan weer gevangengezet. Hij slaagde er evenwel in te ontsnappen.
Zijn laatste jaren besteedde Gruuthuse aan strijd tegen Maximiliaan. Dit werd hem verweten door de ridders van het Gulden Vlies die hem in hun kapittel van mei 1491 van verraad beschuldigden. Hij was nu helemaal in ongenade gevallen en zijn leven eindigde in mineur. Hij stierf in Brugge op 24 november 1492. Naar verluidt woedde er een hevige onweersbui over de stad toen zijn lichaam werd bijgezet in de 
O.-L.-Vrouwekerk te Brugge.
De wapenspreuk van Gruuthuse luidde: Plus est en vous.

## Bibliofiel
Lodewijk van Gruuthuse was bezitter van een voor zijn tijd zeer uitgebreide bibliotheek. Hij liet heel wat boeken, verlucht met miniaturen, op bestelling voor hem produceren. Hij was zeer geïnteresseerd in het groot toernooi dat in 1393 in Brugge 50 edelen onder leiding van zijn overgrootvader Jan I van Gruuthuse deed strijden tegen 50 edelen die werden aangevoerd door Jan van Gistel. Hij liet drie handschriften maken van het bekende toernooienboek van koning René van Anjou, liet ze met prachtige miniaturen verluchten en voegde er enkele folio's aan toe die het tachtig jaar eerder gehouden toernooi in herinnering brachten.
Lodewijk was niet minder aangetrokken door de opkomende boekdrukkunst. Hij gaf opdrachten aan de vooraanstaande Brugse drukker Colard Mansion, met wie hij nauwe relaties had zoals blijkt uit het feit dat hij peter werd van zijn zoon. Het belet niet dat hij toch nog tot op het einde van zijn leven handschriften bestelde en zelfs gedrukte boeken met de hand deed overschrijven op perkament. Zijn zoon Jan V, gevangengenomen in de Slag bij Guinegate, trad in 1479 in dienst van het Franse hof en schonk (of verkocht) een groot deel van zijn vaders bibliotheek aan Lodewijk XII.
Gruuthuse was wellicht ook de eigenaar van het in de twintigste eeuw naar hem genoemde Gruuthuse-handschrift, een bundeling van vele unieke Middelnederlandse teksten, waaronder het Kerelslied en het lied 'Egidius waer bestu bleven'.

## Voetnoten
1. ↑  Sommige auteurs spreken van 1427.
2. ↑  De Smet, Joseph  (1957). De heren van Gruuthuse. West-Vlaanderen  ?: 5
3. ↑  Edward De Maesschalck: De Bourgondische vorsten (1315-1530). Leuven : Davidsfonds, 2009.

- Bibliothèque nationale de France: cb12419303c (data)
- Biografisch Portaal: 63470201
- International Standard Name Identifier: 0000 0000 5697 5115
- Library of Congress Control Number: nr94024941
- Nationale Bibliotheek van Tsjechië: jo2016933342
- Nationale Bibliotheek van Israël: 987007319661205171
- Nederlandse Thesaurus van Auteursnamen: 100599370
- Système universitaire de documentation: 033314683
- Virtual International Authority File: 305410917
- WorldCat: E39PBJmtByxPP68cB9y8prxFKd